# Faulhorn
Le Faulhorn est une montagne des Alpes bernoises en Suisse entre la vallée de Grindelwald et le lac de Brienz. Son sommet s'élève à 2 681 mètres d'altitude. Une auberge est située à 30 mètres du sommet.

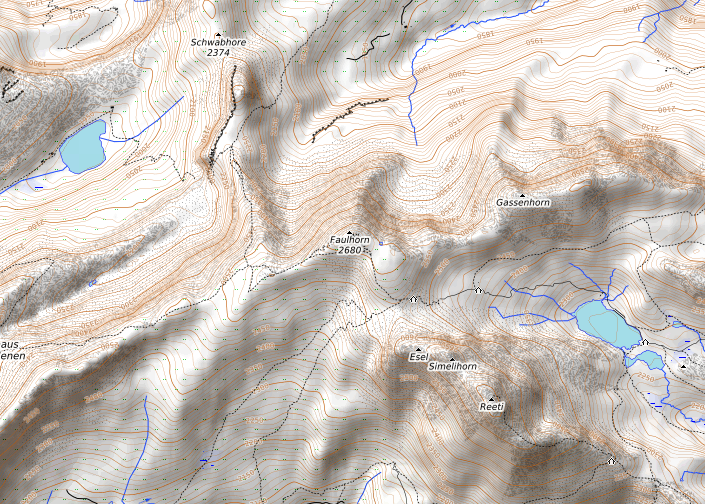
Carte topographique.

Du sommet du Faulhorn, la vue s'étend sur les campagnes de Berne, d'Unterwalden, Lucerne, Zoug, Argovie, Bâle, Soleure, Fribourg et Neuchâtel.
Le chaînon du Faulhorn renferme les lacs de Huttenboden, de Sœgisthal, d'Hexen, d'Hagel, d'Hinterburg, d'Oltschi, de Blatt, de Gumi, d'Oberbach et de Bach.